# St. Martin und Johannes (Bielen)

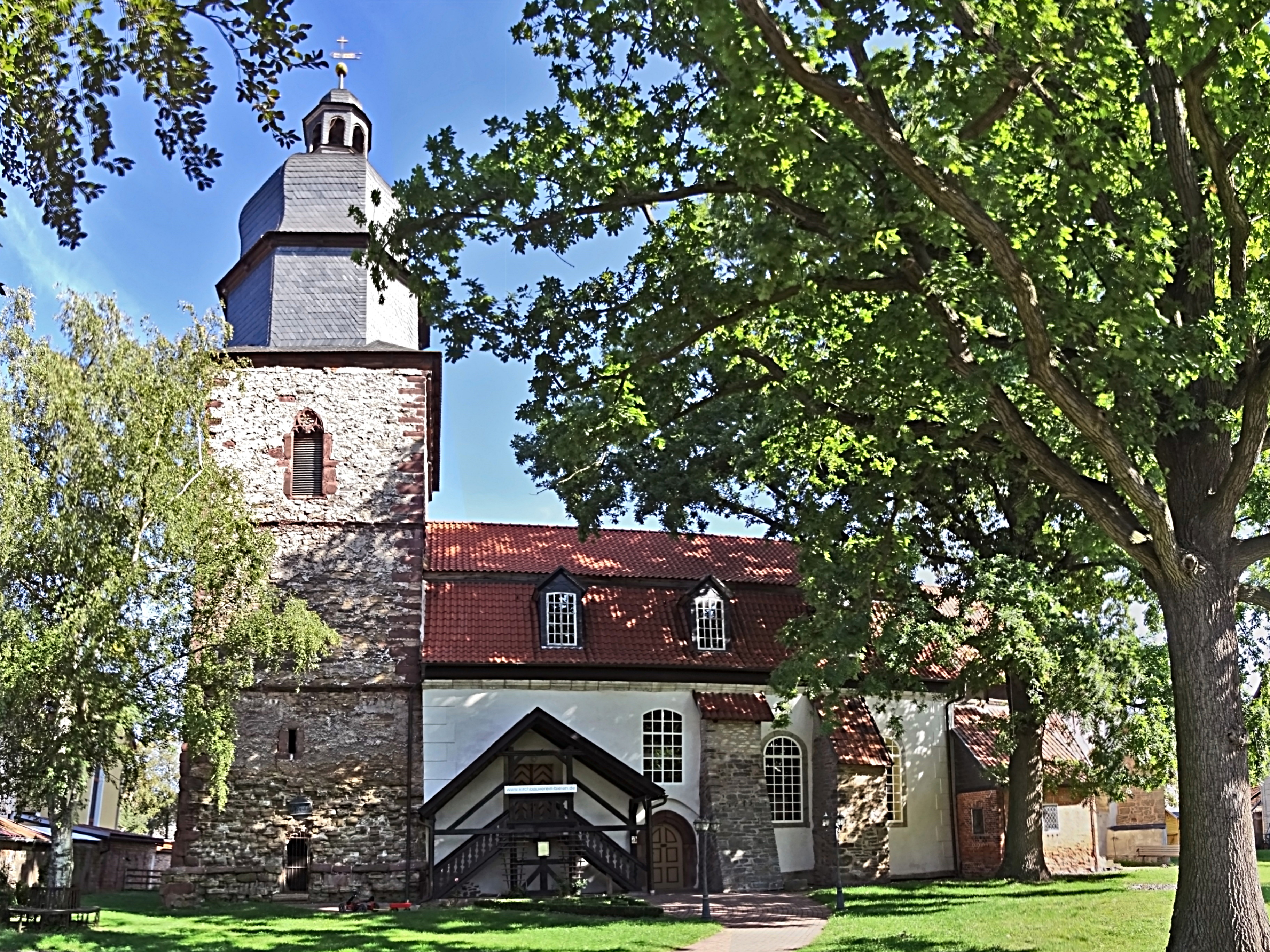
Ev. Kirche in Bielen

Die evangelisch-lutherische Filialkirche St. Martin und Johannes steht im Ortsteil Bielen der Stadt Nordhausen im Landkreis Nordhausen in Thüringen. Sie gehört zu den eingetragenen Kulturdenkmalen in Nordhausen. Die Kirchengemeinde gehört zum Pfarrsitz Nordhausen St. Jacobi-Frauenberg im Evangelischen Kirchenkreis Südharz der Evangelischen Kirche in Mitteldeutschland.

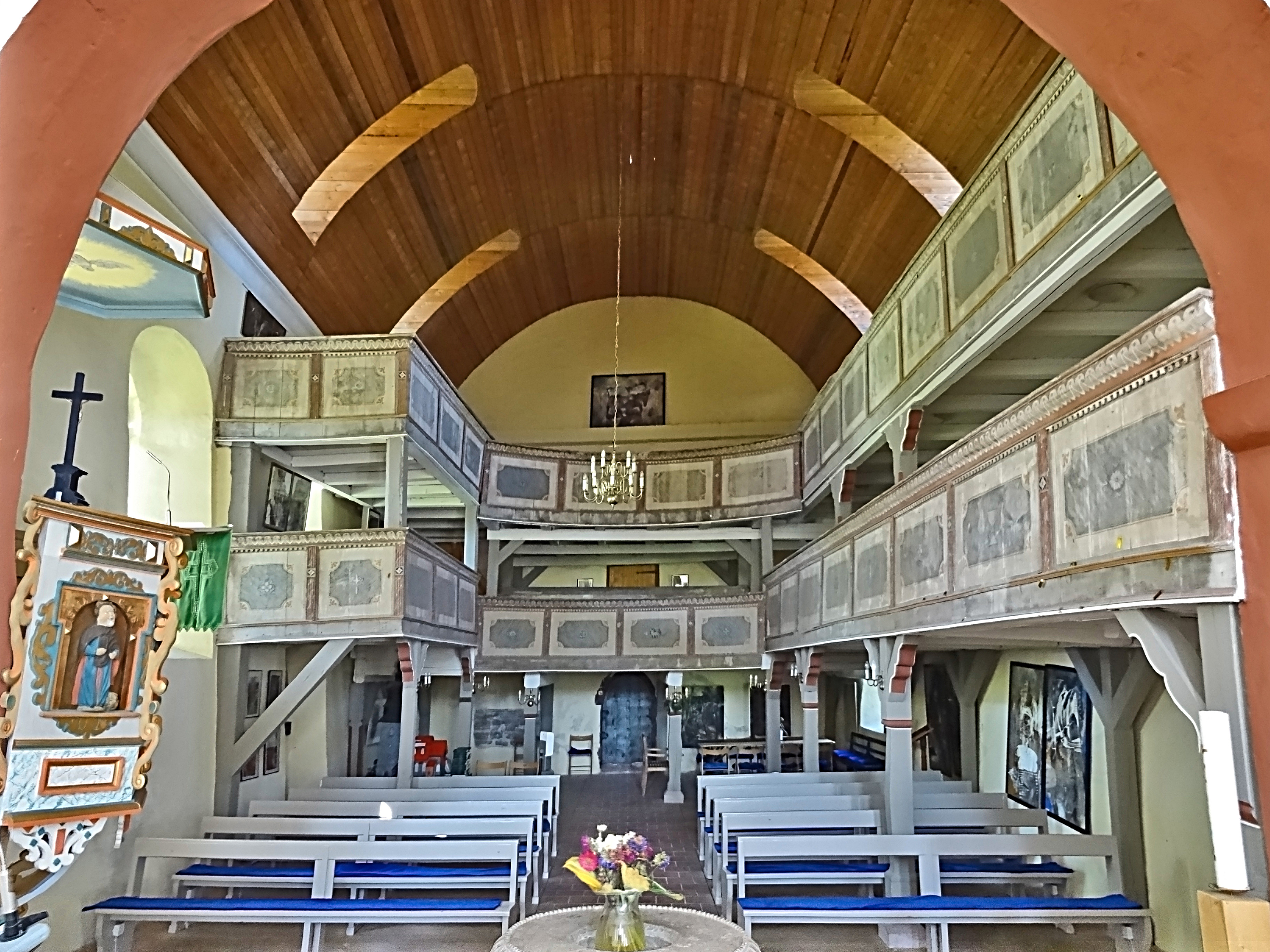
Innenansicht

## Geschichte
Die Kirche, die 1231 erstmals urkundlich erwähnt wurde, ist eine Saalkirche aus dem 13. Jahrhundert und wurde aus Bruchsteinen errichtet. Sie besitzt einen frühgotischen Chor mit Kreuzgewölbe und spätgotischem Flügelaltar aus der Zeit um 1500 und geht wohl auf das Kloster Himmelgarten (Nordhausen) zurück. 1404 plünderte Graf Dietrich IX. den Klosterhof in Bielen aus. Danach besetzten Kämpfer der Stadt Nordhausen auf königlichen Befehl das Dorf. Nach dem Friedensschluss 1410 in Ilfeld mussten die Nordhäuser Bielen wieder aufgeben. 1516 zerstörte ein Blitzschlag das Turmdach, welches neu errichtet werden musste. 1659 stürzte der obere Teil des Kirchturms durch einen Sturm in das Kirchendach. Der Wiederaufbau zog sich bis 1662. Im gleichen Zeitraum baute Georg Benedict Papenius die heute noch in Teilen erhaltene, stark sanierungsbedürftige, allerdings mehrfach umgebaute Orgel mit heute 15 Registern auf einem Manual und Pedal. 1787 erfolgten Umbauten am Kirchenschiff.
1991 gab es Beräumungs- und Sicherungsarbeiten im Kirchenschiff, 1992/93 Arbeiten an der Dachkonstruktion des Langhauses.
1996 bis 1999 erfolgten Sanierungsarbeiten mit Unterstützung der Deutschen Stiftung Denkmalschutz. Bis 1997 wurde der Kirchturm neu verschiefert und mit einem neuen Turmknopf bekrönt. In diesem Zusammenhang wurden zwei Drittel des verbauten Holzes im Turminneren ausgetauscht.
2003 wurde der Flügelaltar restauriert, 2006 die Kirchentüren, 2007 die Stützpfeiler des Chores, 2009 der Fußboden im Altarraum, 2010 wurde die Glockenanlage automatisiert, die kleine Glocke bekam ein neues Joch;  bis 2019 wurde die in den 1980er Jahren demolierte Kanzel wiederhergestellt. Bis September 2023 wurde die komplexe Fassadeninstandsetzung des Langhauses an der Süd- und Nordfassade erfolgreich abgeschlossen. In der Vergangenheit (Abschluss 2016) wurde bereits die Fassadeninstandsetzung am Chorraum der Kirche erfolgreich zum Abschluss gebracht. 
Im Sommer 2024 wird die Restaurierung der Emporen-Bemalungen angestrebt.  
In Zukunft wird die Fassadeninstandsetzung am Kirchturm in den Blick genommen.